# پان‌کردیسم
پان‌کُردیسم یک ایدئولوژی و تفکر سیاسی گسترده‌گرا و فراملی است که خواستار بهم پیوستن سرزمین‌هایی با جمعیت کُردزبان تحت عنوان یک دولت واحد با عنوان کردستان بزرگ است. هدف این ایدئولوژی ترویج هویت کُردی، اتحاد کُردها در مناطق مختلف (ایران، ترکیه، عراق و سوریه) و در برخی موارد، تشکیل یک کشور مستقل به نام «کُردستان» است. این جنبش شباهت‌هایی به سایر جنبش‌های پان‌ملی‌گرایانه مانند پان‌ترکیسم و پان‌عربیسم دارد. این تفکر سال‌ها است در کشوری مانند ایران، تلاش می‌کند که ابتدا کُردها را از نظر وابستگی‌های تاریخی و فرهنگی و زبانی از سایر ایرانیان جدا کند.

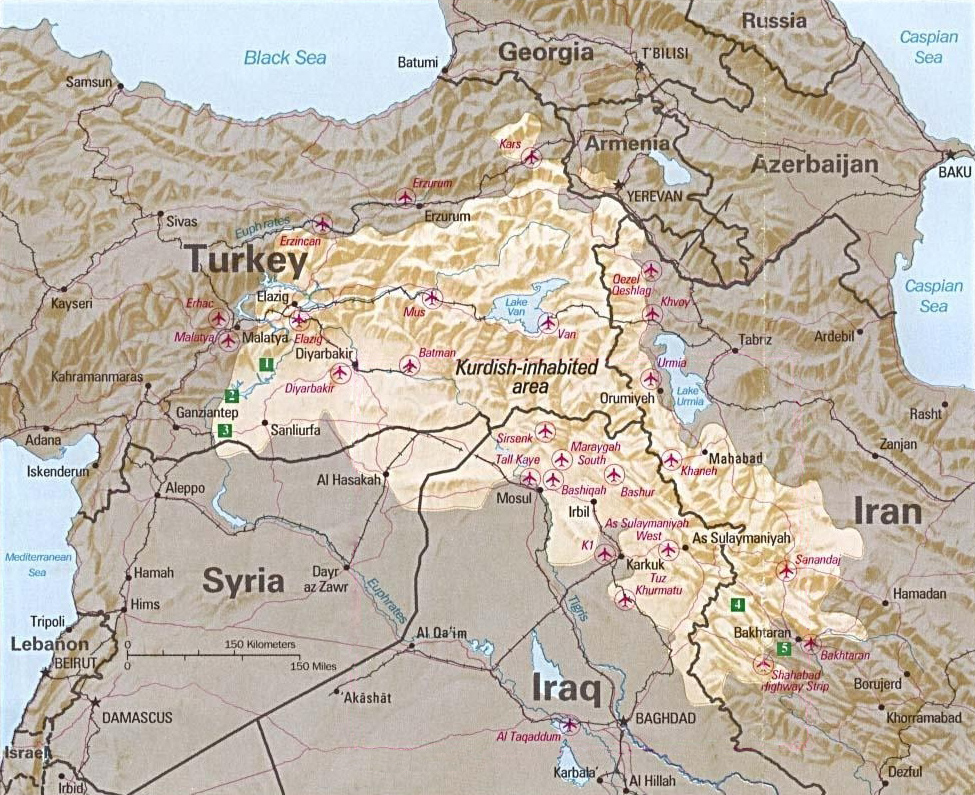
نقشه کردستان بزرگ

## ریشهٔ پان‌کردیسم
دیدگاه تاریخی مربوط به ریشه پان کردیسم، تفسیری مدرن است که شرق شناسانی نظیر ولادیمیر مینورسکی آن را مطرح کرده‌اند. به هر حال این نکته مسلم است که سرزمین کردها بخش جدایی‌ناپذیر امپراتوری‌های ایرانی ماد، هخامنشی، پارتی، اشکانی و ساسانی بوده است. پس از شروع جنگ جهانی اول و رشد و ترویج ناسیونالیسم ملی‌گرا توسط انگلیس برای تسلط بر عثمانی، کردها نیز به تبعیت از ترک‌ها و عرب‌ها که خواهان استقلال شده بودند، مسئله کردستان را مطرح و دنبال کردند.

## شاخصه‌های پان‌کردیسم
مسائل قومی برای برخی کشورها چالش‌های متعددی به دنبال داشته و شکل حاد این چالش‌ها یعنی پان‌ایسم‌ها گاهی دولت‌ها را با بحران نیز مواجه ساخته است. از جمله مناطقی که با چالش‌ایسم‌ها رو به رو بوده، منطقهٔ خاورمیانه و به‌ویژه غرب و شمال غرب ایران (مناطق کردنشین ایران) است. یکی از مشخصات اصلی پان‌کردیسم، کرد خواندن اقوام دیگر و کردستان نامیدن سرزمین آنهاست. از جمله اقوامی که توسط پان‌کردیسم کرد خوانده می‌شوند، زازاها، لک‌ها، گورانی‌ها و لرها هستند. این در حالی است که اکثریت زازاها قومیت خود را مستقل و جدا از قومیت کردی می‌دانند خود و زبانشان را زازا و زازاکی تعریف می‌کنند. چنین دیدگاهی در بین اکثریت لرها و برخی از لک‌ها نیز وجود دارد و آنها نیز قومیت خود را مستقل و جدا از قومیت کردی در نظر می‌گیرند.
اگرچه اکثریت زازاها قومیت خود را مستقل و جدا از قومیت کرد تعریف می‌کنند و زبان زازاکی از نظر علمی به عنوان زبانی جدا از کردی پذیرفته شده است، حزب دموکراتیک خلق‌ها زازاها را در میان مردم کرد می‌دانست و زازاکی را به عنوان گویشی از کردی تعریف می‌کرد. صلاح الدین دمیرتاش که خود از زازاهای سنی مذهب بود، خود را کُرد تعریف می‌کرد و از زازاکی به عنوان گویش کردی یاد می‌نمود. برخی از مردم زازا همچون صلاح‌الدین دمیرتاش با ملی‌گرایی زازا و مستقل خوانده شدن قومیت زازا مخالف‌اند. علیرغم فشارهای شدید ناسیونالیستهای کُرد، زازا نویسان در اروپا توانستند نشریاتی به زبان زازا منتشر کنند. در این دوره، انتشار مجلات کاملاً به زبان زازا، مانند آیره (۱۹۸۵) و پیا (۱۹۸۸) که در اروپا توسط نویسنده زازا ابوبکیر پاموکچو منتشر می‌شد، به توسعه هویت زازا کمک کرد. پاموکچو اظهار داشت که زازاها مردمی جداگانه هستند که هویت آنها مدتهاست که هم از سوی دولت و هم از سوی احزاب کُرد رد شده است. «واره»، مجله دیگری که از سال ۱۹۹۲ میلادی شروع به انتشار کرد، در مقدمه این مجله آمده است: «واره مجله زبان و ادبیات زازا است که به زبان‌های آلمانی و ترکی و همچنین زازاکی منتشر می‌شود. علاوه بر این، ما نیز خواهیم داشت، تمامی آثار مورخان و سیاحان و زبان شناسان بین‌المللی را که به زبان زازاکی گردآوری کرده‌ایم، ابتدا به زبانی که به آن نوشته شده و سپس با ترجمه زازاکی و ترکی آن را منتشر خواهیم کرد.»، این در قالب یک بیانیه در مقدمه مجله نوشته شده است.
در ترکیه، کنار گذاشتن سیاست‌هایی با هدف جذب اقلیت‌ها و توسعه فرصت‌های ارتباطی و دسترسی زازاها به منابع و آثار علمی دربارهٔ خود، امکان توسعه ناسیونالیسم زازا را فراهم کرد. انجمن‌های زبان و فرهنگ زازا گسترده شدند، فدراسیون انجمن‌های زازا تأسیس شد و با تأسیس حزب زمان دموکراسی (DEZA PAR)، هویت زازا بیشتر مورد استقبال قرار گرفت. در سال ۲۰۱۳، دپارتمان‌های زبان و ادبیات زازا در دانشگاه بینگول و دانشگاه مونزور تأسیس شدند. مطالعات مربوط به هویت زبانی زازاها در دپارتمان‌های زبان و ادبیات زازا انجام می‌شود. همچنین نخستین و دومین سمپوزیوم بین‌المللی زبان زازا که توسط دانشگاه بینگول در سال ۲۰۱۱ میلادی برگزار شد. با برگزاری سمپوزیوم بین‌المللی تاریخ و فرهنگ زازا، بسیاری از موضوعات در زمینه زبان زازا مورد توجه قرار گرفت و بسیاری از موضوعات در مورد زبان زازا در دستور کار قرار گرفت.
از سوی دیگر، ناسیونالیست‌های کرد تلاش کردند تا هم از ایجاد دپارتمان‌های زبان و ادبیات زازا و هم از فعالیت‌های مرتبط با زبان و فرهنگ زازا جلوگیری کنند، فعالیت‌های فرهنگی سازماندهی شده توسط زازاها در اروپا مورد حملات واقعی گروه‌های ناسیونالیست کرد قرار گرفته است، در نشست گروه‌های اقلیت که توسط اتحادیه اروپا در استانبول برگزار شد، سخنرانی‌های شرکت‌کنندگان زازا توسط گروه‌های ناسیونالیست کرد مسدود شد، جنبش زازاها هدف قرار گرفت و پ ک ک اقدامات خود را علیه زازاها تشدید کرد و به غیرنظامیان و سیاستمداران زازا حمله کرد. تجار و غیرنظامیان زازا ربوده و کشته شدند، کارگاه‌های ساختمانی در منطقه زازا سوزانده شدند، کارگران ربوده شدند و سیاستمداران برجسته زازا هدف ترور قرار گرفتند.
به نظر می‌رسد، هویت ایزدیان در عراق نیز محل مناقشه باشد. دولت اقلیم کردستان عراق اصرار دارد که ایزدیان را بخشی جدایی ناپذیر از هویت کردی و شنگال را بخشی از خاک کردها بداند و در این راه، برخی از روحانیون ایزدی را نیز با خود همراه کرده است و از طرفی، برخی از سیاستمداران عراق می‌کوشند برای ایزدی‌ها هویتی مستقل از کردها به عنوان یکی از اقوام ساکن عراق تعریف کنند. چندی پیش نایف سیدو نماینده شیعه در پارلمان عراق، لایحه ای را برای به رسمیت شناختن ایزدی‌ها به عنوان «یک ملت مستقل» در عراق به پارلمان آن کشور برد و موفق شد برای لایحه پیشنهادی خود حدود ۲۰۰ امضاء در پارلمان عراق جمع‌آوری کند. این اقدام نایف سیدو و بحث پیرامون این موضوع در پارلمان عراق، واکنش بسیار تند و منفی را از طرف حکومت اقلیم کردستان عراق به دنبال داشت. در سالهای گذشته، برخی از فعالان ایزدی منطقه سنجار و شهروندان عادی ایزدی از جمله گروه‌های هنگ لالش، گروه ایزدیان سنجار، جنبش ایزدی اصلاح، حزب راه آینده ایزدی، حزب ترقی‌خواه و شورای امور ایزدیان خواستار تبدیل سنجار به یک استان، زیر نظر حکومت مرکزی عراق شده بودند.

## میتینگ پان کردی
در ۲۵ ژانویه ۲۰۲۵ عده‌ای از نمایندگان احزاب و تشکل‌های کُردی با عنوان میتینگ «پان کُردی» در واشینگتن ایالت متحده آمریکا نشستی برگزار کردند. همزمان در روز ۲۵ ژانویهٔ ۲۰۲۵، «سازمان جهانی کرد» در استکهلم پایتخت کشور سوئد، سمیناری را تحت عنوان «سمینار کرمانشاه، ایلام و لرستان» برگزار کرد که در ۴ پنل برگزار شد:
- پنل ۱: کرمانشاه، ایلام و لرستان؛ تاریخ، فرهنگ و آیین.
- پنل ۲: ژئوپلیتیک و ژئواستراتژی ایلام، لرستان و کرمانشاه و مسئلهٔ خاک.
- پنل ۳: لرستان، کرمانشاه و ایلام؛ سیاست کُردستانی و حرکت به‌سوی توسعه پایدار.
- پنل ۴: نظرات و تبادل‌نظر شرکت‌کنندگان.

برگزار کنندگان سعی داشتند، افراد صاحب نظر لک و لر را به این سمینار دعوت کنند، اما وب سایت کردانه، علت عدم شرکت فعالان لک و لر ساکن اروپا را به دلیل مشکلات مالی ذکر کرد. کلیهٔ هزینه‌های این سمینار، از طرف «سازمان جهانی کرد» تأمین شده بود.

## دیدگاه‌ها در مورد پان کردیسم
- مسعود پزشکیان رئیس‌جمهور ایران معتقد است، اگر در جامعه، حق و عدالت برقرار شود، امکان ندارد پان‌کردیسم، پان‌ترکیسم و پان‌عربیسم شکل بگیرد.[۴۹][۵۰]